# Chibi Unity
Chibi Unity（チビユニティ）は、新潟県新潟市を拠点として活動しているダンスグループで、同じく新潟市を拠点とするダンスコミュニティー「DANCE PRESENTATION UNITY」のジュニアプロジェクトである。「新潟から世界へ」を合言葉に2017年から活動しており、新潟県内を中心に全国の小学生から18歳までの300人以上が参加している。
アメリカ合衆国・ロサンゼルスで開催された著名な世界大会「VIBE Dance Competition（バイブ・ダンス・コンペティション）」のジュニア部門において、2020年から4連覇しており、2023年には18歳以上のメンバーで初出場した同大会の大人部門でも優勝した。NBCの人気番組「ワールド・オブ・ダンス」の一環で2021年2月に開催されたダンス映像の大会で世界1位になった後、同局の有名オーディション番組「アメリカズ・ゴット・タレント」に2023年（シーズン18）に出場し、通常の審査を経ずに準決勝進出が決まる「ゴールデン・ブザー」を獲得した。同番組の審査員からは「人生で見た最高のダンス」と評され、辛口審査員として知られるサイモン・コーウェルからも「力強く、独創的で、信じられないほど素晴らしい」と絶賛を受けた。2024年には「ゴット・タレント・エスパーニャ」（「アメリカズ・ゴット・タレント」のスペイン版）の2024年（シーズン10）に出場し、ここでも「ゴールデン・ブザー」を獲得し、準優勝を獲得した。
他にも、2022年に行われた第26回参議院議員通常選挙において新潟県の選挙管理事務所から参院選啓発イメージキャラクターに起用されたことがある。